# La bella salvaje
La Bella Salvaje es una novela de fantasía de Philip Pullman publicada en 2017. Es el primer volumen de la aún incompleta trilogía de El Libro de la Oscuridad. La historia se desarrolla once años antes del comienzo de La Materia Oscura, y sigue los eventos previos a la llegada al Jordan College de Oxford de la niña de seis meses Lyra Belacqua.

## Trasfondo
La historia se desenvuelve en un universo paralelo dominado por el Magisterio (llamado normalmente ‘’la Iglesia’’), una teocracia internacional que persigue activamente la herejía. En este mundo, las almas humanas existen fuera de sus cuerpos en la forma de seres sentientes llamados daimonions que tienen forma animal y acompañan, ayudan y confortan a sus humanos. 
Un mecanismo argumental importante es el Aletiómetro, o lector de símbolos: un instrumento similar a una brújula o reloj, de cuyo tipo sólo se conocen seis en el mundo de Lyra. Al apuntar con tres manecillas del Aletiómetro a los diversos símbolos en torno a su circunferencia, un practicante entrenado puede plantear preguntas, que son respondidas mediante el movimiento de una cuarta manecilla alrededor del dial. 

## Sinopsis
Malcolm Polstead es un muchacho de once años que trabaja junto a sus padres y una adolescente llamada Alice en la posada La Trucha, cerca del Priorato de St. Rosemund (Godstow). En sus ratos libres, a Malcolm le gusta recorrer el río a bordo de su canoa personal La Bella Salvaje, así como ayudar a las monjas del priorato en la cocina o en el cuidado de las instalaciones, desconociendo que éstas están a punto de recibir a una huésped muy especial que cambiará sus vidas para siempre. 

## Argumento
La historia inicia una tarde de invierno, cuando tres hombres, entre ellos el ex Canciller de Inglaterra, Lord Nugent, llegan a La Trucha en busca de información sobre el Priorato de St. Rosemund. Mientras Malcolm atiende sus pedidos, Lord Nugent le pregunta si las monjas de allí han cuidado alguna vez de un bebé, lo que deja a Malcolm confundido. Pocos días después, una bebé de seis meses llamada Lyra Belacqua llega al cuidado de las monjas, dejando maravillado al joven Malcolm, quien se encariña con ella al segundo de conocerla.
Una tarde, mientras Malcolm y su daimonion Asta se encuentran navegando el río a bordo de La Bella Salvaje, observan en la orilla a un hombre buscando desesperadamente una bellota que se le acababa de caer al suelo. En ese momento, dos agentes del Tribunal Consistorial de Disciplina aparecen y se lo llevan. Malcolm recoge la bellota y descubre que en su interior se haya escondido un mensaje secreto, el cual, hace referencia al descubrimiento del campo de partículas Rusakov y a un extraño fenómeno conocido como “Polvo”. La receptora del mensaje es Hannah Relf, una académica especializada en el Aletiómetro que trabaja para Oakley Street, una organización secreta dedicada a combatir al Magisterio y dirigida por el propio Lord Nugent. Usando el aletiómetro, Hannah descubre que el mensaje ha ido a parar a las manos de Malcolm y le pide reunirse con ella en su casa de Jericó. A partir de ese momento, ambos entablan amistad, con Malcolm ofreciéndose a ayudarla a conseguir información sobre el Magisterio. Entre otras cosas, Malcolm la informa de que en su escuela una clériga llamada la Señora Carmichael ha empezado a reclutar alumnos para La Liga de San Alexander, una organización dedicada a delatar cualquier actividad sospechosa que contradiga las creencias religiosas del Magisterio.
Poco después, el padre de Lyra, Lord Asriel, se presenta en la posada y pide a Malcolm que lo lleve a ver a su hija. Malcolm así lo hace, y Asriel consigue reunirse con Lyra antes de prepararse para una futura expedición. Sin embargo, al salir del priorato, descubren en el río embarcaciones del Magisterio y Malcolm decide prestarle a Asriel La Bella Salvaje para que pueda huir de sus perseguidores. Como muestra de agradecimiento, Asriel pide a Farder Coram que le devuelva la canoa a Malcolm completamente reparada y con notables mejoras. Antes de despedirse, el espía giptano advierte a Malcolm de dos cosas: la primera, que se avecina una gran inundación, distinta a todas las anteriores, que arrasará con todo a su paso; y la segunda, que tenga cuidado con un hombre llamado Gerard Bonneville, quien ha aparecido recientemente en la posada junto a su daimonion hiena de tres patas.
Aunque en un principio a Malcolm y a Alice les resulta extrañamente agradable, su perspectiva sobre él cambia cuando observan que muestra un gran interés por Lyra, con Malcolm descubriéndolo intentando entrar en el convento, y Alice, siendo preguntada por el propio Bonneville por el bebé que las monjas estaban cuidando. Sospechando de que desea llevarse a Lyra, Malcolm y Alice se reúnen en el priorato, donde Malcolm descubre que Bonneville ha conseguido entrar tras seducir a una de las monjas. Malcolm corre adentro a rescatar a Lyra, justo cuando la inundación ha llegado y ha empezado a inundar el edificio. Es atacado por Bonneville, pero Alice lo salva golpeándolo en la cabeza. Juntos escapan del priorato con Lyra mientras la inundación se sucede, y Bonneville, empapado en sangre, los persigue hacia La Trucha. Justo cuando están a punto de ser capturados, Malcolm, Alice y Lyra suben a bordo de La Bella Salvaje y, en ese momento, son propulsados por el agua lejos de la posada, en dirección a Oxford.
En medio de la riada, Malcolm y Alice intentan detenerse en el Jordan College para pedir “asilo académico” para Lyra, pero las fuertes corrientes se lo impiden, decidiendo entonces ir a Londres en busca de Lord Asriel. Con La Bella Salvaje suelta y Lyra desaparecida, da comienzo así una carrera contrarreloj entre Oakley Street y el Magisterio por encontrar antes a la niña, puesto que las profecías de las brujas hablan de que tendrá un gran destino. A lo largo de la inundación, Malcolm, Alice y Lyra van esquivando numerosas embarcaciones y controles del Magisterio; si bien, Bonneville continúa acechándolos desde la lejanía y, finalmente, los acorrala en el exterior de una gran mansión situada en una colina. Valiéndose de su astucia, Malcolm engaña a Bonneville haciéndole creer que va a entregarle a Lyra, sujetando a ésta con una mano, mientras que con la otra lo apuñala en el muslo con un cuchillo. Por su parte, Alice dispara al daimonion hiena de éste, destrozándole la otra pata delantera, y juntos consiguen escapar; no sin antes, soltar la embarcación de Bonneville hacia la corriente y robarle su robusta mochila.
La riada los conduce al encuentro de George Boatwright, un antiguo cliente de La Trucha que se halla escondido en una cueva junto a varias personas por haber ofendido al Magisterio. Andrew, sobrino de una de los refugiados, alerta al Magisterio sobre el extraño bebé al que estaban cuidando Malcolm y Alice, revelándose como un miembro de La Liga de San Alexander. Lyra es entonces secuestrada por agentes del Magisterio y llevada a un convento regido por las Hermanas de la Santa Obediencia. Gracias al testimonio de una refugiada que estuvo trabajando en el convento, Malcolm y Alice trazan un plan de rescate y, esa misma noche, consiguen llegar allí a bordo de La Bella Salvaje. Colándose por el lavadero del convento, Malcolm logra infiltrarse en su interior y rescatar a Lyra.
Los niños continúan su viaje en la canoa, llegando a una isla encantada donde un hada llamada Diania los recibe cordialmente, dejándoles quedarse en la isla el tiempo que necesiten. Mientras Alice descansa y Diania juega con Lyra, Malcolm aprovecha para registrar la mochila de Bonneville, encontrando en su interior varios artículos científicos sobre el campo de Rusakov y un aletiómetro dorado escondido en una caja rompecabezas. Alice lo alcanza momentos después, avisándolo de que se tienen que ir, puesto que Diania está mostrando un interés obsesivo por Lyra hasta el punto de amamantarla. Diania revela sus intenciones de quedarse con Lyra; no obstante, Malcolm la propone un juego: si adivina en tres intentos por qué ambos niños estaban cuidando de una bebé, entonces podrá quedarse con ella y un valioso tesoro que se haya escondido dentro de la caja rompecabezas, a lo que el hada acepta. Tras dos intentos fallidos, Diania consigue acertar en su predicción, pero debido a que Malcolm y Alice se habían presentado ante ella con nombres falsos, termina fallando y perdiendo el juego. Ante los ruegos y las súplicas del hada, Malcolm decide distraerla con la caja rompecabezas (ahora vacía) reconociéndole a Alice que nunca podrá abrirla, puesto que el hada no comprende las cosas terrenales a diferencia de ellos. 
Esa misma noche, los niños llegan a un elegante jardín repleto de personas, las cuales parecen estar celebrando una fiesta, mientras alrededor de la casa se sucede una extraña niebla que esconde todo lo que los asistentes desean olvidar. Malcolm y Alice pronto se dan cuenta de que ninguno de los presentes repara en ellos, como si fueran invisibles o no existieran. La cosa se pone aún más siniestra cuando ambos niños se percatan de que Bonneville también está allí, señalándolos frente al resto de invitados, quienes avanzan hacia ellos. Malcolm, Alice y Lyra huyen a bordo de La Bella Salvaje; no obstante, el paso del río está bloqueado por unas enormes compuertas vigiladas por el gigante del río. Fingiendo tener la autorización del Rey, Malcolm convence al gigante de que abra las puertas y escapan justo a tiempo.
La canoa termina en un mausoleo, donde Malcolm y Alice empiezan a oír la voz de Bonneville, quien no deja de susurrar el nombre de Alice. En ese momento, Bonneville la agarra por el cuello, y la arrastra junto a su daimonion Ben hacia el mausoleo, perdiéndose en la oscuridad. Dispuestos a proteger tanto a Alice como a Lyra, Malcolm y Asta deciden separarse, quedándose Asta en la canoa con Lyra, mientras Malcolm corre a rescatar a Alice. Una vez llega al mausoleo, Malcolm encuentra a Bonneville agrediendo sexualmente a Alice, mientras su daimonion hiena tortura a Ben, atrapándolo entre sus fauces. Abrumado por la rabia, Malcolm ataca violentamente a la hiena, y después a Bonneville, golpeándole con el remo una y otra vez hasta matarlo.
Libres de Bonneville, Malcolm, Alice y Lyra consiguen llegar finalmente a Londres, pero son encontrados y perseguidos por las fuerzas del Magisterio. Gracias al aviso de Lord Nugent, Lord Asriel consigue interceptarlos con su embarcación y rescatarlos a tiempo; no obstante, La Bella Salvaje es destruida, y Malcolm queda gravemente herido por un disparo en el brazo. Desplazándose en girocóptero, Lord Asriel lleva a los niños al Jordan College, donde Malcolm aprovecha para esconder entre las pertenencias de Lyra el aletiómetro de Bonneville, dejándoselo como regalo. Usando el “santo y seña”, Asriel consigue proporcionar “asilo académico” para Lyra y deja a Malcolm y a Alice al cuidado del Decano. Una vez a salvo dentro del Jordan College, Malcolm se desmaya a causa de su herida, provocando que Lyra rompa a llorar. La novela termina con las palabras «Continuará...». 

## Publicación
Pullman concibió El Libro de la Oscuridad antes de publicar El Oxford de Lyra en 2003, originalmente como volumen único La escritura estaba en curso en 2005  pero en 2011 Pullman dijo que estaba considerando partirla en dos libros, uno transcurriendo antes de La Materia Oscura y otro después En febrero de 2017, Pullman anunció que El Libro de la Oscuridad se había vuelto una trilogía compañera.
Anteriormente a su publicación, se había anunciado que El Libro de la Oscuridad iba a ser publicado por Random House Children’s Books y David Fickling Books en el Reino Unido, y por Random House (parte de Penguin Random House) en EE. UU. La Bella Salvaje acabó publicándose el 19 de octubre de 2017 por David Fickling Books en Reino Unido, y por Alfred A. Knopf en EE. UU.

## Recepción
La novela recibió críticas positivas. Marina Warner del The Guardian lo describió como "digno de la espera", llamándolo "clásico y confortable". The Independent dijo que "La Bella Salvaje’’ da la sensación de un extendido prólogo; escalofriantemente entretenido y hermosamente escrito, pero, en última instancia, un tipo de introducción a la historia que conocemos que sigue después". The Washington Post fue muy positivo, afirmando que "demasiadas pocas cosas en nuestro propio mundo merecen una espera de 17 años: "El Libro del Polvo" es una de ellas". The A.V. Club dijo que "incluso sin el profundo pozo de contexto de los otros “libros del Polvo”, “La Bella Salvaje’’ brilla con luz propia como una singular y cautivadora obra de fantasía. Será devorada por lectores jóvenes y mayores por igual".
The New York Times anotó los diálogos planos y la lentitud del ritmo, pero dijo que "incluso con sus longitudes, el libro está lleno de maravillas". The Spectator dijo que "como historia de huida y persecución, es disfrutable", pero sugirió que la aspiración última de Pullman -"perseguir la Cristiandad"- era un impedimento para la narración y que las ideas metafísicas acerca de las cuales la historia se desarrolla eran su parte menos exitosa.

## Adaptaciones
La novela fue adaptada al teatro por Bryony Lavery. Aunque originariamente se tenía previsto su estreno en el Bridge Theatre en julio de 2020, la pandemia del COVID-19 acabó por retrasarlo a noviembre de 2021. La producción fue dirigida por Nicholas Hytner, siendo representada entre el 30 de noviembre de 2021 y el 26 de febrero de 2022. Posteriormente, una grabación de la obra teatral fue estrenada en NT Live el 17 de febrero de 2022.
En la serie de televisión La Materia Oscura se adapta brevemente el capítulo final del libro (“Una Bahía Tranquila”), con Lord Asriel entregando a Lyra en el Jordan College bajo la protección del “asilo académico”; si bien, ni Malcolm ni Alice hacen acto de presencia. 